# Bidnur, Afzalpur
Bidnur là một làng thuộc tehsil Afzalpur, huyện Gulbarga, bang Karnataka, Ấn Độ.